# Egregia
Genre
Egregia est un genre d'algues brunes de la famille des Lessoniaceae selon AlgaeBase (31 oct. 2012),  Catalogue of Life (8 janv. 2023), World Register of Marine Species (31 oct. 2012) et NCBI (31 oct. 2012) ou bien de la famille des Alariaceae selon ITIS (31 oct. 2012). 

## Liste d'espèces
Selon AlgaeBase (31 oct. 2012) :
- Egregia australis Hollenberg

Selon ITIS (31 oct. 2012) et NCBI (31 oct. 2012) :
- Egregia menziesii (Turner) Areschoug

Selon World Register of Marine Species (31 oct. 2012) :
- Egregia australis Hollenberg, 1957
- Egregia menziesii (Turner) Areschoug, 1876